# 550083 Szecsenyi-Nagy
550083 Szecsenyi-Nagy este o planetă minoră (asteroid) din centura de asteroizi. A fost descoperită pe 31 decembrie 2011 la Piszkéstetői Obszervatórium⁠(d) de  și a fost numită după Szécsényi-Nagy Gábor⁠(d). 
Obiectul prezintă o orbită caracterizată de o semiaxă mare de 2,5773433910262 UAi, o excentricitate de 0,15397187884687, o înclinație de 14,259117555075 ° în raport cu ecliptica.